# Châteaugiron

Châteaugiron este o comună în departamentul Ille-et-Vilaine, Franța. În 1 ianuarie 2022 avea o populație de 10.688 de locuitori.